# ژیرولامو فرسکوبالدی

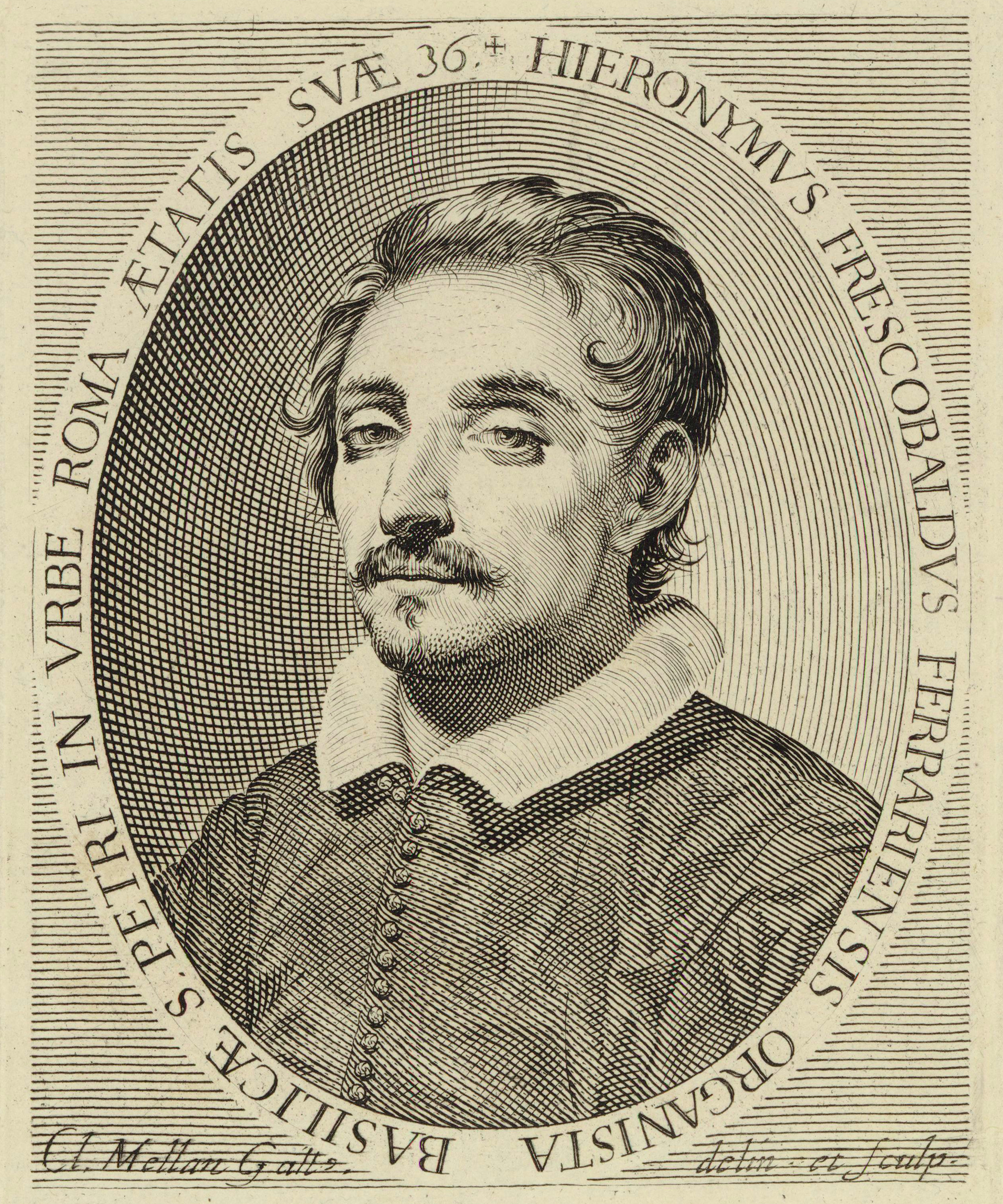
ژیرولامو فرسکوبالدی

ژیرولامو فرسکوبالدی (به ایتالیایی: Girolamo Alessandro Frescobaldi)(ایتالیایی: [dʒiˌɾɔ:lamo fɾeskoˈbaldi]؛ همچنین گروولامو، ژیرولیمو، و گرونیمو آلیساندرو؛ زاده سپتامبر ۱۵۸۳  –  مرگ ۱ مارس ۱۶۴۳) نوازنده و آهنگساز اهل دوشی فرارا در شمال ایتالیا بود. او یکی از مهمترین آهنگسازان سازهای شستی‌دار در اواخر دوره رنسانس و اوایل دوره باروک بود. فرسکوبالدی که از کودکی استعداد شگرفی در آهنگسازی داشت زیر نظر لوززاسکو لوززاسشی در فرارا موسیقی را فراگرفت و آهنگسازان بسیاری از جمله آسکانیو مایونه، جیوانی ماریا تراباجی و کلودیو مرولو بر او تأثیر گذاشتند. فراسکوبالدی از ۲۱ ژوئیه ۱۶۰۸ تا ۱۶۲۸ و مجدداً از سال ۱۶۳۴ تا زمان مرگش ارگ‌نواز اصلی کلیسای سن پیترو که مرکز اصلی سازمان موسیقی ایتالیا به نام کاپلا گیولیا بود، بود.
مجموعه‌های چاپی فرسکوبالدی شامل برخی از تأثیرگذارترین آهنگ‌های سده هفدهم است. آثار او بر روی یوهان یاکوب فروبرگر، یوهان سباستین باخ، هنری پورسل و تعداد بیشماری از آهنگسازان بزرگ دیگر تأثیر گذاشت.

## زندگی

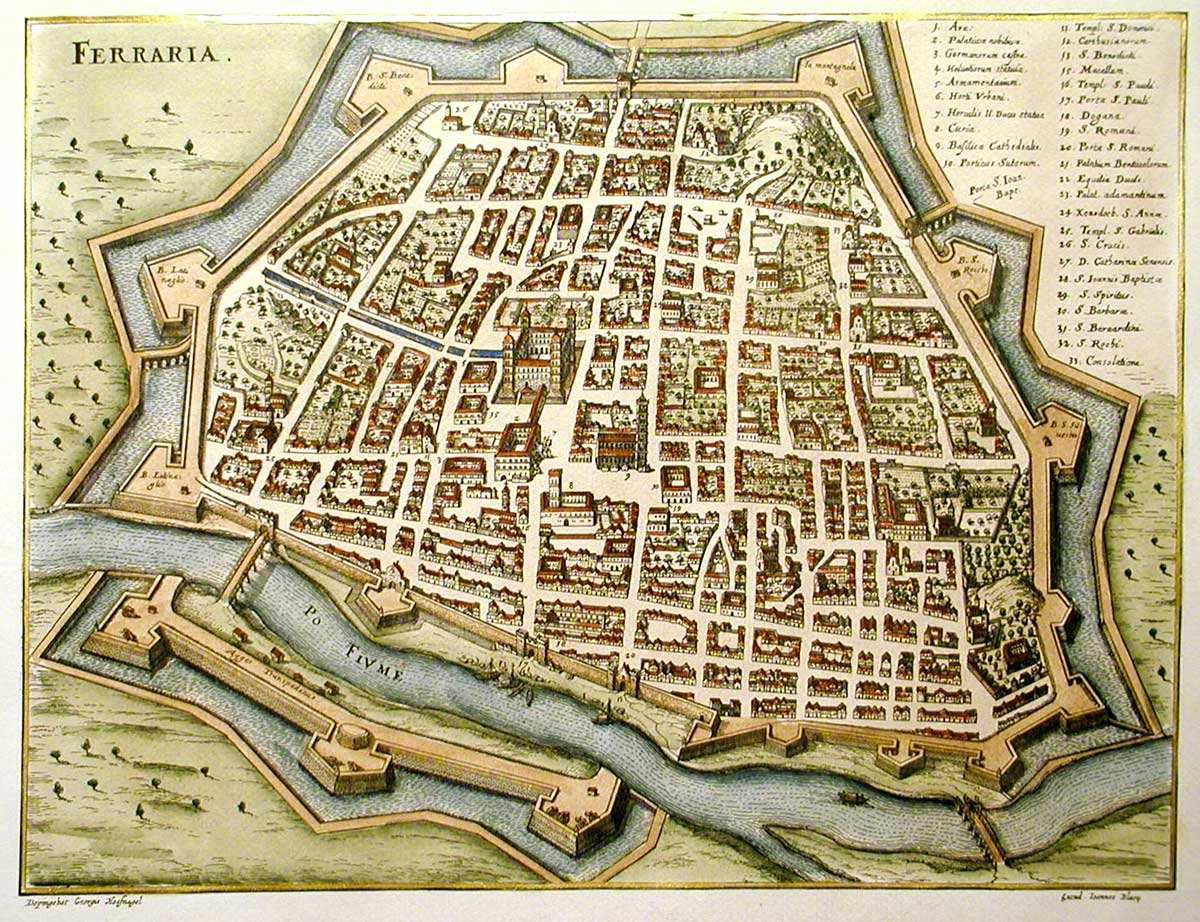
فرارا، محل تولد فرسکوبالدی، در سال ۱۶۰۰ م

فرسکوبالدی در فرارا به دنیا آمد. پدرش فیلیپو زمین‌دار بود و احتمالاً ارگ‌نوازی هم می‌کرد، چراکه هم ژیرولامو و هم برادر ناتنی‌اش، سزاره، ارگ‌نواز شدند. فراسکوبالدی زیر نظر لوززاسکو لوززاسشی که آهنگساز برجسته مادریگال و ارگ‌نواز دربار دوک آلفونسو دوم بود، موسیقی را فراگرفت. اگرچه آهنگ‌های ارگ لوززاسشی امروزه نسبتاً ناشناخته است (چرا که بخش بزرگی از آن از بین رفته‌است)، روایت‌های معاصر نشان می‌دهد که او آهنگساز و نوازنده با استعدادی بوده‌است و جزو معدود افرادی بوده که می‌توانسته برای ساز آرکیچیمبالو نیکولای ویچنتینو آهنسگازی و اجرای کند . روایت‌های معاصر، فراسکوبالدی را بچه‌ای توصیف می‌کنند که «شالودهٔ شهرهای مختلف ایتالیا» بوده. او به سرعت به عنوان یک نوازنده حمایت اشراف مهم ایتالیا را به دست آورد. آهنگسازانی که در این دوره از فرارا بازدید کرده‌اند شامل استادان بسیار مهمی همچون کلودیو مرولا، مونته‌وردی، جان دولند، اورلانده دو لاسو و کارلو جزوالدو بوده‌اند.
در اوایل دهه بیستم زندگی فراسکوبالدی، او به رم نقل مکان می‌کند. طبق گزارش‌ها، فرسکوبالدی در سال ۱۶۰۴ در آن شهر بوده‌است، اما حضور وی فقط در سال ۱۶۰۷ است که تأیید می‌شود. وی از ژانویه تا ماه مه همان سال، ارگ‌نواز کلیسا در سانتا ماریا در تراستاوره بوده‌است. او همچنین توسط گوییدو بنتیوگلیو، اسقف اعظم رودس استخدام شد و وی را در سفری به فلاندر جایی که بنتویوگلیو به عنوان سفیر کار می‌کرد، همراهی کرد. این تنها سفر فرسکوبالدی به خارج از ایتالیا بود. این آهنگساز بر اساس پیشگفتار فرسکوبالدی در نخستین کتابش، یعنی نسخه ۱۶۰۸ «مجالس»، از آنتورپ، جایی که نوازندگان محلی، تحت تأثیر موسیقی او، او را ترغیب کردند که حداقل بخشی از موسیقی‌اش را منتشر کند، نیز بازدید کرد. فرسکوبالدی در ۲۱ ژوئیه ۱۶۰۸ در حالی که در خارج از کشور بود، به عنوان جانشین ارکول پاسکوینی به عنوان ارگ‌نواز باسیلای سنت پیتر در رم انتخاب شد. با این وجود، فرسکوبالدی در تابستان در فلاندرز ماند و تا ۲۹ اکتبر به رم بازنگشت. وی در تاریخ ۳۱ اکتبر وظایف خود را به عهده گرفت و هر چند جسته‌گریخته، تا زمان مرگ، این سمت را عهده‌دار شد. او پس از اقامت در رم در سال ۱۶۰۸ به مؤسسه موسیقی Enzo Bentivoglio پیوست. رسوایی مربوط به رقابت بین بنتی‌وگلیو و خانواده مدیچی سرانجام او را مجبور به ترک موقعیت خود کرد.

## موسیقی

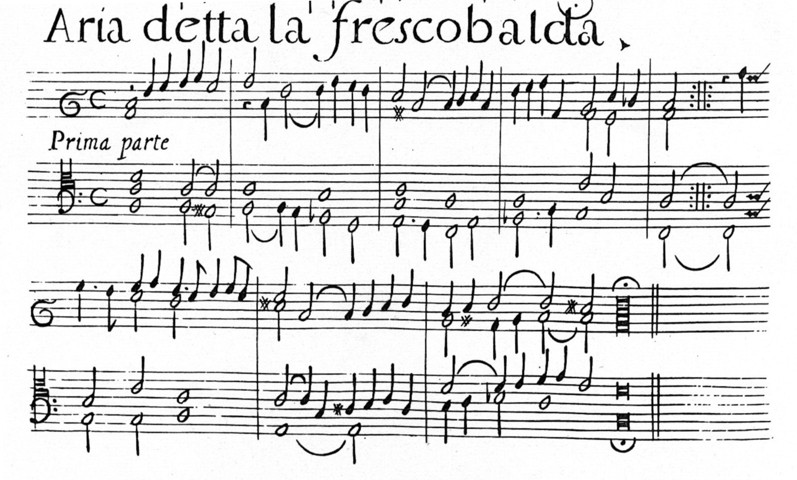
نت Aria detta la Frescobalda (1627)، اولین مجموعه تغییرات (variation) شناخته شده در یک تم اصلی

فرسکوبالدی، پس از یان پیترزون سوئیلینک، اولین آهنگساز بزرگ سنت باستانی فرانسوی-هلندی-ایتالیایی بود که تصمیم گرفت تمرکز خود را بر روی موسیقی‌سازی بگذارد. فرسکوبالدی طیف وسیعی از احساسات را به اعماق موسیقی دستگاهی آورد. موسیقی صفحه کلیدی مهمترین جایگاه را در کارنامه فرسکوبالدی دارد. وی در زمان حیات خود هشت مجموعه از آن را منتشر کرد که تعداد زیادی تحت نظارت وی تجدید چاپ شدند و سایر قطعات یا پس از مرگ منتشر شدند یا به صورت دست‌نویس منتقل شدند. مجموعه وی از گروه‌سازها شامل کانزونا، Il Primo Libro delle Canzoni، در سال ۱۶۲۸ و در دو نسخه در رم منتشر شدند و در نسخه ونیز ۱۶۳۴ نیز اصلاح اساسی شد. از بین چهل قطعه موجود در این مجموعه، ده قطعه جایگزین شدند و همگی تا درجات مختلف مورد تجدید نظر واقع شدند که شانزده قطعه از آنها تجدید نظر اساسی بودند. این ویرایش گسترده نشانگر علاقه مستمر فرسکوبالدی به کمال‌گرایی قطعات او و مجموعه‌های وی است.
قانون‌های آهنگسازی فرسکوبالدی با انتشار نت‌های او در سال ۱۶۱۵ کلید خورد. یکی از این نت‌ها که در سال ۱۶۱۵ منتشر شد Ricercari, et canzone بود. دومین نت او در سال ۱۶۱۵ به نام Toccate e partite بود که سبک صفحه کلیدی رسا (expressive) را ایجاد کرد. فرسکوبالدی از قوانین مرسوم برای آهنگسازی پیروی نکرد ودر عوض اطمینان حاصل کرد که هیچ‌کدام از دو اثر ساختار مشابهی نداشته باشند.
جریان بعدی موسیقی فرسکوبالدی، دامنه هنری آنها را فراتر از موسیقی صفحه کلیدی که قبلاً روی آن تمرکز کرده بود، گسترش داد. چهار نت پسین فرسکوبالدی پس از سال ۱۶۲۷ برای گروه‌های ساز و آوازی در سبک موسیقی غیردینی و دینی ساخته شدند. مجموعه سی اثر مقدس ۱۶۲۷ و چهل کانزونا گروه ۱۶۲۸ از نظر ساختاری مخالف یکدیگر هستند. با این حال، هر دو به سبک سنتی تری نوشته شده‌اند که آنها را برای استفاده در کلیسا مناسب می‌کند. Arie musicali، که در سال ۱۶۳۰ منتشر شد، احتمالاً زودتر از زمانی که فرسکوبالدی در رم بود، ساخته شده‌است.
در سال ۱۶۳۵، فرسکوبالدی Fiori musical را منتشر کرد. این گروه از آثار جزو تنها آثار وی است که به موسیقی کلیسایی اختصاص دارد و آخرین مجموعه او است که شامل قطعات کاملاً جدید است. Fiori انواع مختلفی از سبک‌ها را در محدوده موسیقی دینی آزمایش می‌کند.

## میراث

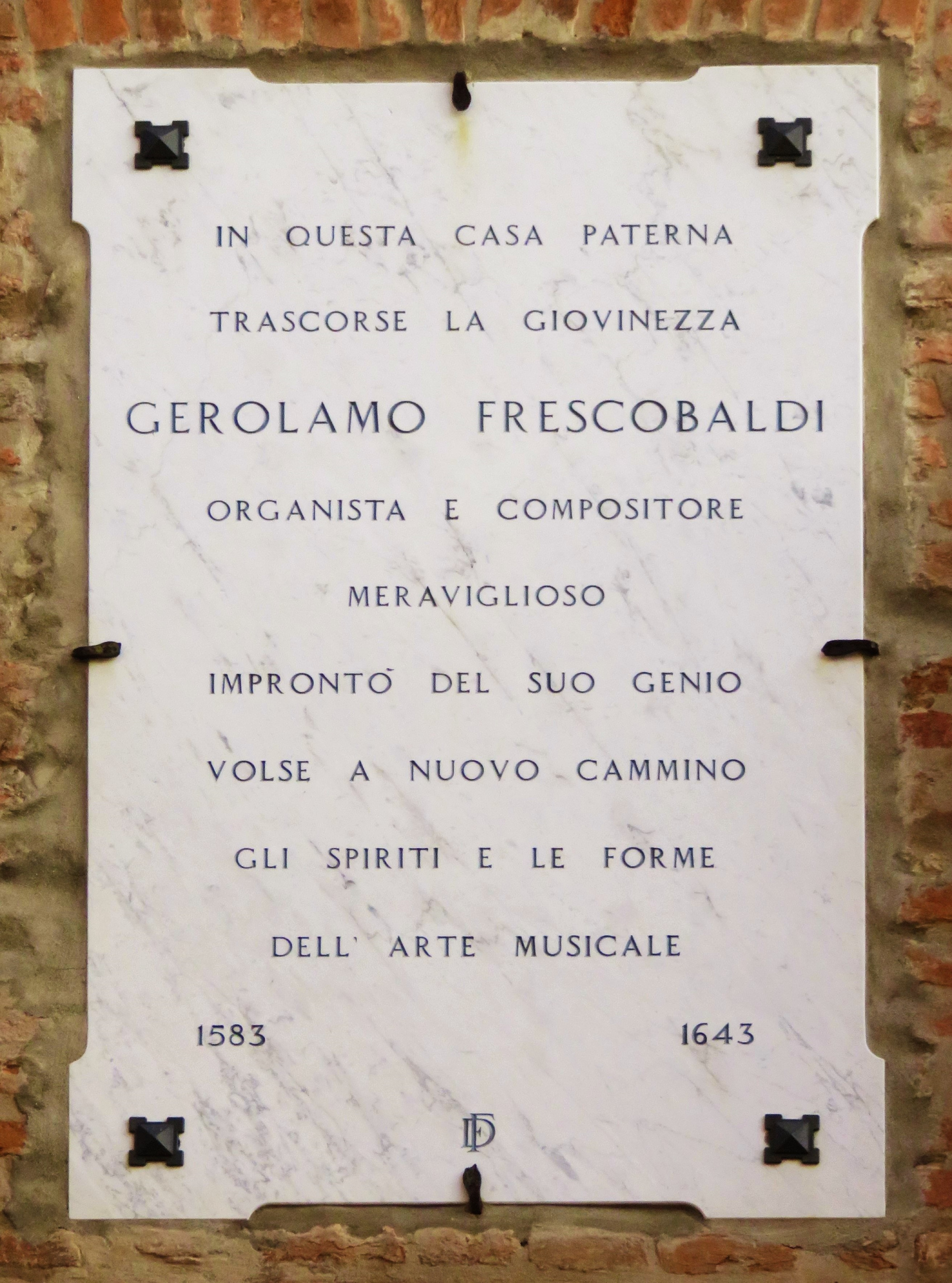
لوح یادبود در زادگاه فرسکوبالدی

منتقدان معاصر، فرسکوبالدی را به عنوان یکی از بزرگترین موسیقی‌دانان موسیقی صفحه کلیدی در زمان خود معرفی می‌کنند. حتی منتقدانی که کارهای آوازی فرسکوبالدی را تأیید نمی‌کردند، بر این عقیده بودند که وی هم در نواختن و هم در ساختن موسیقی صفحه کلیدی نابغه بود. موسیقی فرسکوبالدی تأثیر مستقیم خود را تا دهه ۱۶۶۰ از دست نداد و آثار وی بیش از یک قرن پس از مرگ وی بر پیشرفت موسیقی صفحه کلیدی تأثیرگذار بود. برناردو پاسکوینی، ژیرالامو فرسکوبالدی را تا درجه مرجع موسیقی بالا می‌دانست.
شاگردان فرسکوبالدی شامل تعداد زیادی از آهنگسازان ایتالیایی بودند که مهمترین آنها یوهان یاکوب فروبرگر آلمانی بود که بین سالهای ۱۶۳۷ – ۴۱ نزد وی موسیقی را یادگرفت. آثار فروبرگر نه تنها تحت تأثیر فرسکوبالدی، بلکه تحت تأثیر میکلآنژلو رسی نیز بود. او به یکی از تأثیرگذارترین آهنگسازان سده هفدهم تبدیل شد و مانند فرسکوبالدی، آثار او هنوز در سده هجدهم مورد مطالعه قرار می‌گرفت. کارهای فرسکوبالدی توسط بسیاری از آهنگسازان بزرگ خارج از ایتالیا شناخته شد و آنها را تحت تأثیر قرار داد که از جمله آنها هنری پورسل، یوهان پاخلبل، و یوهان سباستین باخ هستند.
باخ برای مالکیت تعدادی از آثار فرسکوبالدی شناخته می‌شود که از جمله آنها یک نسخه دستنویس از موزیکال Fiori (ونیز، ۱۶۳۵) اثر فرسکوبالدی است که وی آن را به تاریخ ۱۷۱۴ امضا کرده و در همان سال در وایمار اجرا کرده‌است. تأثیر فرسکوبالدی بر باخ در مقدمه‌های سرودی اولیه او برای ارگ مشهود است.
تصویر فراسکوبالدی در بالای فیلم اکنون مرا می‌بینی دیده می‌شود.